# Clovia recta
Clovia recta är en insektsart som beskrevs av Jacobi 1921. Clovia recta ingår i släktet Clovia och familjen spottstritar. Inga underarter finns listade i Catalogue of Life.